# Pequeno Ofício de Nossa Senhora
O Pequeno Ofício de Nossa Senhora, também conhecido por Horas Marianas, ou Ofício Parvo de Nossa Senhora (em que parvo provém do latim parvus, "pequeno"), é uma forma abreviada do Ofício Comum de Nossa Senhora na Liturgia das Horas.
Teriam sido preceituadas pelo Papa São Zacarias ao mosteiro beneditino de Montecassino, em 752. É provável que o Pequeno Ofício tenha sido composto para ser rezado em conexão com as Missas votivas de Nossa Senhora no sábado. São Pedro Damião (1007-1072), Doutor da Igreja, revisou e recomendou o Ofício, que foi posteriormente adotado por duas comunidades religiosas: os cistercienses e os camaldulenses. Mais tarde o clero secular também o usou.
O Pequeno Ofício apresentou versões diversas em diferentes comunidades e regiões, mas foi unificado e padronizado pelo Papa São Pio V. Nesta forma, foi muito popular entre os leigos. As congregações femininas e as ordens terceiras repetidas vezes fizeram obrigatória para seus membros a recitação do Ofício Parvo.
Os elementos do Pequeno Ofício de Nossa Senhora são também os mesmos que os da Liturgia das Horas: textos bíblicos com maior ou menor referência ao mistério de Maria, com salmos e antífonas apropriadas, reponsórios, intercessões e oração, toda de um caráter mariano. A originalidade do Pequeno Ofício está precisamente na ênfase dada à pessoa de Maria que, não obstante, nunca é apresentada isolada do mistério de Cristo e do plano de Deus para a salvação e santificação da humanidade. Ela é sempre retratada com parte da História da Salvação, como o fruto admirável do Poder Divino, como a Mãe do Redentor, ou como a Imagem da Igreja.